# Dvěstěletý člověk
Dvěstěletý člověk (anglicky „The Bicentennial Man“) je vědeckofantastická povídka/noveleta spisovatele Isaaca Asimova. Poprvé vyšla v roce 1976 v brožované antologii původních sci-fi povídek Stellar #2. Česky vyšla např. ve sbírce Vize robotů. V roce 1977 zvítězila v kategorii „noveleta“ cen Hugo a Nebula za rok 1976.
Povídka pojednává o touze robota stát se člověkem a její postupné realizaci. Je to jedna ze tří autorových nejoblíbenějších povídek vedle „Poslední otázka“ (anglicky „The Last Question“) a „Ošklivý chlapeček“ (anglicky „The Ugly Little Boy“).

## Česká a slovenská vydání
Česky nebo slovensky vyšla povídka v následujících sbírkách nebo antologiích:
Pod názvem Dvěstěletý člověk:
- Roboti a androidi (Svoboda, 1988)
- Vize robotů (Knižní klub, 1994)[2]
- Robohistorie II. (Triton, 2004)[6]

Pod názvem Dvestoročný človek:
- 10x SCI-FI (Smena, 1984) (slovensky)

## Filmové zpracování
Podle této novelety (a podle jejího románového zpracování Pozitronový muž) vznikl v roce 1999 film Andrew - člen naší rodiny v koprodukci USA/Německa. Režie Chris Columbus, hrají Robin Williams, Embeth Davidtz, Sam Neill, Oliver Platt, Kiersten Warren, Wendy Crewson, Hallie Kate Eisenberg, John Michael Higgins, Bradley Whitford, Lynne Thigpen, Richard Cross, Stephen Root, Scott Waugh, Lindze Letherman.